# Ceresium leucosticticum
Ceresium leucosticticum là một loài bọ cánh cứng trong họ Cerambycidae.